# Commissie-Hallstein II
De Commissie-Hallstein II was een commissie van de Europese Unie (toentertijd Europese Economische Gemeenschap). De commissie bestond uit twee afgevaardigden van de grote lidstaten (Duitsland, Frankrijk en Italië) en één afgevaardigde van de Benelux-landen. In het najaar van 1961 werd voorzitter Walter Hallstein benoemd voor een tweede termijn.

## Mandaat (1962-66/67)

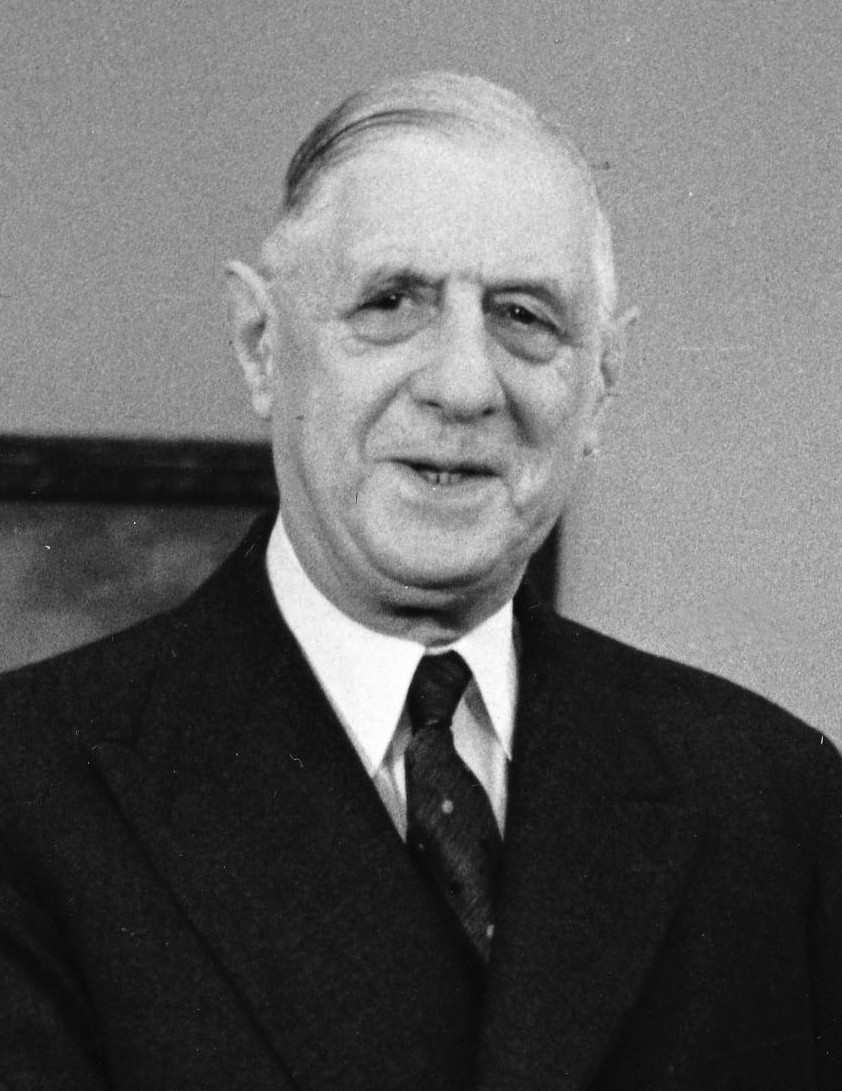
President Charles de Gaulle was verantwoordelijk voor de lege-stoel-crisis

Het mandaat van de Commissie-Hallstein II zou volgens het Verdrag van Rome (1957) lopen tot januari 1966. De commissie was verantwoordelijk voor de tweede fase van de voltooiing van de interne markt. Tussen 1966 en 1970 zou een derde commissie de derde en tevens de laatste fase van de interne markt voltooien. In de tweede ambtstermijn van Hallstein ontstonden echter hoogoplopende spanningen tussen aan de ene kant de federalisten/functionalisten en aan de andere kant de intergouvernementalisten. De federalisten werden vertegenwoordigd door de Europese Commissie, in het bijzonder president Walter Hallstein en vice-president Sicco Mansholt. De Franse president Charles de Gaulle was de belangrijkste aanhanger van de intergouvernementalisten. De situatie escaleerde in juli 1965 toen Frankrijk weigerde akkoord te gaan met het meerderheidsstemmen in de Raad van de Europese Unie. Frankrijk wilde haar veto in de raad behouden. Toen de medelidstaten weigerden toe te geven, besloot Frankrijk zich gedurende zes maanden terug te trekken uit alle instituten van de EEG. In januari 1966 werd het Compromis van Luxemburg ondertekend, waarmee de impasse werd doorbroken.
Door de zogenoemde lege-stoel-crisis waren de staatshoofden niet in staat geweest om een nieuwe commissie te benoemen. Een andere factor die meespeelde was de ondertekening van het Fusieverdrag (1965). Vanaf 1967 zouden de dagelijkse besturen van de Europese Gemeenschap voor Atoomenergie (Euratom), de Europese Gemeenschap voor Kolen en Staal (EGKS) en de Europese Economische Gemeenschap (EEG) worden samengevoegd tot één dagelijks bestuur. In juli 1967 trad de nieuwe commissie aan onder het voorzitterschap van Jean Rey. Walter Hallstein had graag een derde termijn gewild, maar Charles de Gaulle weigerde, naar aanleiding van de lege-stoel-crisis (1965-1966), hem een derde termijn te geven.

## Samenstelling
| Ambtsbekleder  | Ambtsbekleder              | Ambtsbekleder                        | Functie en bevoegdheid     | Termijn                       | Partij              | Land                     |
| -------------- | -------------------------- | ------------------------------------ | -------------------------- | ----------------------------- | ------------------- | ------------------------ |
|                |                            | Walter Hallstein (1901–1982)         | Voorzitter                 | 10 januari 1962 – 1 juli 1967 | EVP Nationaal: CDU  | Bondsrepubliek Duitsland |
|                |                            | Sicco Mansholt (1908–1995)           | Vicevoorzitter Landbouw    | 10 januari 1962 – 1 juli 1967 | PES Nationaal: PvdA | Nederland                |
|                |                            | Robert Marjolin (1902–1983)          | Vicevoorzitter Financiën   | 10 januari 1962 – 1 juli 1967 | PES Nationaal: SFIO | Frankrijk                |
|                |                            | Giuseppe Caron (1904–1998)           | Vicevoorzitter             | 10 januari 1962 – 15 mei 1963 | EVP Nationaal: DC   | Italië                   |
| Interne Markt  |                            | Giuseppe Caron (1904–1998)           |                            | 10 januari 1962 – 15 mei 1963 | EVP Nationaal: DC   | Italië                   |
|                |                            | Guido Colonna di Paliano (1908-1982) | 30 juli 1964 – 2 juli 1967 | Onafhankelijk                 |                     | Italië                   |
|                |                            | Lionello Levi Sandri (1910–1991)     | Sociale Zaken              | 10 januari 1962 – 1 juli 1967 | PES Nationaal: PSI  | Italië                   |
| Vicevoorzitter | 30 juli 1965 – 1 juli 1967 | Lionello Levi Sandri (1910–1991)     |                            |                               | PES Nationaal: PSI  | Italië                   |
|                |                            | Jean Rey (1902–1983)                 | Externe Betrekkingen       | 10 januari 1962 – 1 juli 1967 | ALDE Nationaal: PVV | België                   |
|                |                            | Hans von der Gröben (1907–2005)      | Mededinging                | 10 januari 1962 – 1 juli 1967 | EVP Nationaal: CDU  | Bondsrepubliek Duitsland |
|                |                            | Lambert Schaus (1908–1978)           | Vervoer                    | 10 januari 1962 – 1 juli 1967 | EVP Nationaal: CSV  | Luxemburg                |
|                |                            | Henri Rochereau (1908-1999)          | Ontwikkelingssamenwerking  | 10 januari 1962 – 1 juli 1967 | Onafhankelijk       | Frankrijk                |